# Ty Blach
Pour les articles homonymes, voir Blach.
Tyson Michael Blach (né le 20 octobre 1990 à Denver, Colorado, États-Unis) est un lanceur droitier des Rockies du Colorado de la Ligue majeure de baseball.

## Carrière
Joueur des Bluejays de l'université Creighton, Ty Blach est repêché par les Giants de San Francisco au 5e tour de sélection en 2012.
Il fait ses débuts dans le baseball majeur comme lanceur de relève pour les Giants le 5 septembre 2016. Il amorce son premier match comme lanceur partant le 25 septembre. À son second départ le 1er octobre suivant, il blanchit les Dodgers de Los Angeles en 8 manches, ne leur accordant que 3 coups sûrs, pour sa première victoire en carrière. Le 10 octobre 2016, il est le premier lanceur de l'université Creighton depuis Bob Gibson en 1968 à gagner un match éliminatoire dans les majeures lorsque, utilisé comme releveur, il est le lanceur gagnant du match de Série de divisions remporté par les Giants sur les Cubs de Chicago.